# Silver Birds
Die Silver Birds (dt. übersetzt: Silbervögel) waren eine Kunstflugstaffel der österreichischen Luftstreitkräfte.

## Geschichte
Die Silver Birds wurden 1966 gegründet und existierte bis 1968. 1975 wurden sie reaktiviert und flogen bis 1976. In den ersten Jahren ihres Bestehens wurden Fouga Magister verwendet, nach der Reaktivierung Saab 105. Der letzte internationale Auftritt fand 1976 beim IAT 76 in Greenham Common statt.

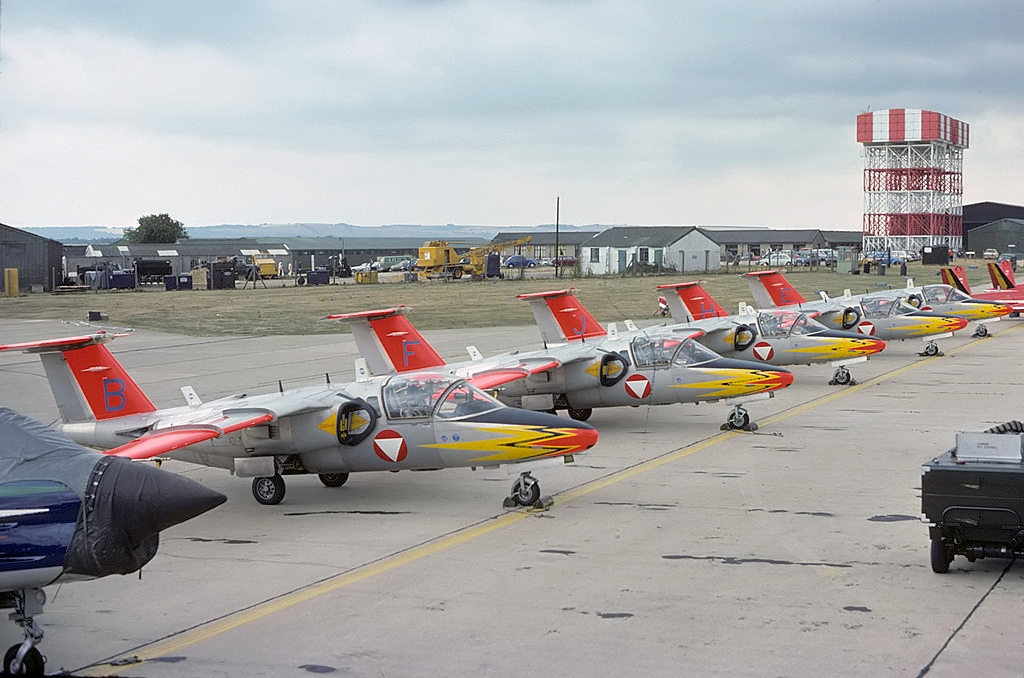
Silver Birds beim IAT 76